# Beauté fatale (film, 1916)
Pour les articles homonymes, voir Beauté fatale.
Pour plus de détails, voir Fiche technique et Distribution.
Beauté fatale est un film muet français réalisé par André Hugon, sorti en 1916.

## Fiche technique
- Titre : Beauté fatale
- Réalisation : André Hugon
- Pays d'origine :  France
- Pays d'origine :  France,  États-Unis
- Langue : film muet avec les intertitres  en français
- Format : Noir et blanc — 35 mm — 1,33:1 — Muet
- Dates de sortie :
  -  France : 1916

## Distribution
- Henri Bosc
- Marie-Louise Derval
- Fernand Mailly